# أنطونيو لا برونا
أنطونيو لا برونا (بالإيطالية: Antonio La Bruna)‏ هو مصارع رياضي إيطالي، ولد في 28 ديسمبر 1959 في ليفورنو في إيطاليا.

## وصلات خارجية
- أنطونيو لا برونا على موقع قاعدة بيانات المصارعة الدولية (الإنجليزية)
- أنطونيو لا برونا على موقع اللجنة الأولمبية الدولية (الإنجليزية)
- أنطونيو لا برونا على موقع أوليمبيديا (الإنجليزية)